# Сепии
 Тази статия е за рода мекотели.  За цвета вижте Сепия (цвят).  
Сепиите (Sepiida) са разред главоноги мекотели. Населяват крайбрежните води на дълбочина до 200 m. Обитават морски басейни с висока соленост в земите на субтропичния и тропичния климатичен пояс. Тялото ѝ достига до 25 cm, а на Гигантската (Sepia apama) до 50 см, като е удължено и е гръбно-коремно сплескано, с хоризонтални стабилизатори отстрани. В зависимост от субстрата, окраската се променя. Зениците на сепията имат форма на буквата W. Устата се намира в предния край, обградена с 10 пипала, две от които са по-дълги от останалите и се намират в края. Характерна за сепията е добре развитата мастилена жлеза, която възпроизвежда мастилена течност – сепийна боя. За да се защити от опасност, сепията изхвърля тази мастилена боя, така се образува димна завеса (прикритие от неприятели).
Сепията се придвижва бързо с помощта на пипалата си, като изхвърля вода от мантийната празнина (реактивно движение). На кратки разстояния сепиите са измежду най-бързите морски създания, като достигат 32 km/h.
Оплождането при този вид организми се извършва външно, като едно от дългите пипала на сепията се превръща в копулационен орган.
Сепията, както и жертва, е и опасен хищник. Храни се предимно с дребни риби и ракообразни. Много е разпространен видът Sepia officinalis.
Сепията се използва за храна на хората, а секретът на мастилената жлеза — в живописта, като много устойчива кафява боя сепия. В някои страни сепийната „кост“, която съдържа голям процент варовик, се използва като хранителна добавка в животновъдството. Годишният улов достига и дори превишава 300 000 тона. Значителни количества се ловят във водите на Испания, Япония и Виетнам.

## Класификация
- Подразред †Vasseuriina
  - Семейство †Vasseuriidae
  - Семейство †Belosepiellidae
- Подразред Sepiina
  - Семейство †Belosaepiidae
  - Семейство Sepiadariidae
  - Семейство Sepiidae